# Dendrocolaptes
Dendrocolaptes là một chi chim trong họ Furnariidae.

## Hình ảnh

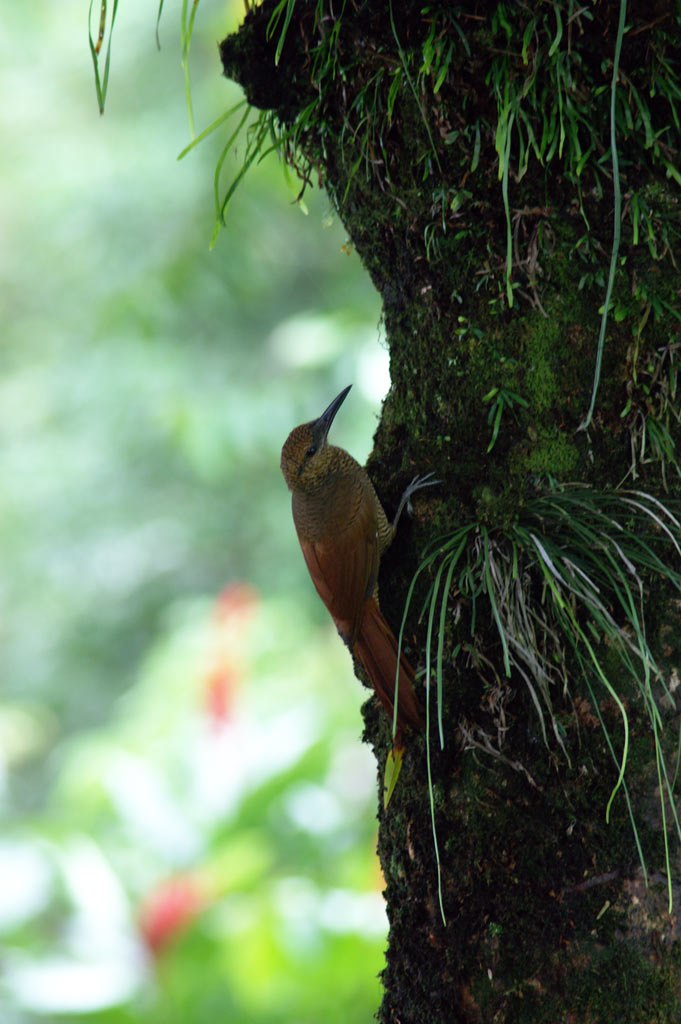
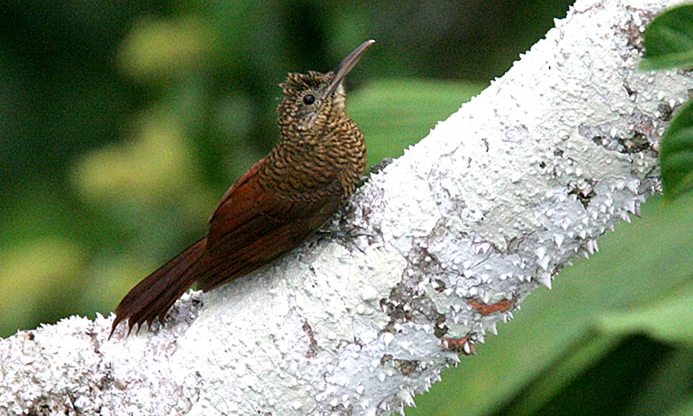